# Koktjubininae
Koktjubininae es una subfamilia de foraminíferos bentónicos cuyos taxones se hubiesen incluido en la Familia Biseriamminidae, de la Superfamilia Palaeotextularioidea, del Suborden Fusulinina y del Orden Fusulinida. Su rango cronoestratigráfico abarca desde el Viseense hasta el Serpukhoviense (Carbonífero inferior).

## Discusión
Clasificaciones más recientes incluyen los géneros de Koktjubininae en la Familia Globivalvulinidae, de la Superfamilia Globivalvulinoidea, del Suborden Endothyrina, del Orden Endothyrida, de la Subclase Fusulinana y de la Clase Fusulinata. Otras clasificaciones la hubiesen incluido en la Superfamilia Biseriamminoidea. También se ha incluido en la Familia Koktjubinidae de la Superfamilia Globivalvulinoidea.

## Clasificación
Koktjubinidae incluye a las siguientes subfamilia y géneros:
- Admiranda †
- Dzhamansorina †
- Koktjubina †
- Ulanbela †